# Sciaphylax
Sciaphylax (kastanjestaartmiervogels) is een geslacht van vogels uit de familie Thamnophilidae (miervogels). Het geslacht telt twee soorten:
- Sciaphylax castanea  –  Noordelijke kastanjestaartmiervogel
- Sciaphylax hemimelaena  –  Zuidelijke kastanjestaartmiervogel